# Amoria benthalis
Amoria benthalis is een slakkensoort uit de familie van de Volutidae. De wetenschappelijke naam van de soort is voor het eerst geldig gepubliceerd in 1964 door McMichael.